# Divizia Națională 2001-2002
La Divizia Națională 2001-2002 è stata la 11ª edizione della massima serie del campionato di calcio moldavo disputato tra il 28 luglio 2001 e il 15 giugno 2002 e concluso con la vittoria dello Sheriff Tiraspol, al suo secondo titolo.

## Formula
Nessuna variazione rispetto all'edizione precedente: le otto squadre partecipanti disputarono un doppio girone all'italiana per un totale di 28 partite.
L'ultima classificata retrocedette mentre la penultima spareggiò con la seconda della Divizia A per l'ultimo posto disponibile nella stagione seguente.
Le squadre partecipanti alle coppe europee furono quattro: la squadra campione si qualificò alla UEFA Champions League 2002-2003, la seconda classificata e la vincitrice della coppa nazionale alla Coppa UEFA 2002-2003 e una quarta squadra fu ammessa alla Coppa Intertoto 2002.
Il Haiducul Sporting Hîncești cambiò nome in FC Hîncești e il Constructorul Chișinău si trasferì a Cioburciu e diventò Constructorul-93 Cioburciu.

## Squadre
| Squadra                    | Città     | Stadio | Stagione 2000-2001   |
| -------------------------- | --------- | ------ | -------------------- |
| Agro-Goliador Chișinău     | Chișinău  |        | 6°                   |
| FC Hîncesti                | Hîncești  |        | 7°                   |
| Happy End Camenca          | Camenca   |        | Divizia A            |
| Tiligul                    | Tiraspol  |        | 3°                   |
| Zimbru Chișinău            | Chișinău  |        | 2°                   |
| Nistru Otaci               | Otaci     |        | 5°                   |
| Sheriff Tiraspol           | Tiraspol  |        | Campione di Moldavia |
| Constructorul-93 Cioburciu | Cioburciu |        | 4°                   |

## Classifica finale
|  | Pos. | Squadra                    | Pt | G  | V  | N  | P  | GF | GS | DR  |
|  | ---- | -------------------------- | -- | -- | -- | -- | -- | -- | -- | --- |
|  | 1.   | Sheriff Tiraspol           | 67 | 28 | 20 | 7  | 1  | 62 | 18 | +44 |
|  | 2.   | FC Nistru Otaci            | 52 | 28 | 14 | 10 | 4  | 40 | 19 | +21 |
|  | 3.   | FC Zimbru Chișinău         | 46 | 28 | 13 | 9  | 6  | 52 | 20 | +32 |
|  | 4.   | Constructorul-93 Cioburciu | 39 | 28 | 10 | 7  | 11 | 36 | 42 | -6  |
|  | 5.   | FC Hîncesti                | 32 | 28 | 7  | 11 | 10 | 30 | 40 | -10 |
|  | 6.   | FC Agro-Goliador Chișinău  | 29 | 28 | 8  | 5  | 15 | 25 | 38 | -13 |
|  | 7.   | Tiligul                    | 25 | 28 | 6  | 7  | 15 | 24 | 46 | -22 |
|  | 8.   | Happy End Camenca          | 15 | 28 | 3  | 6  | 19 | 23 | 69 | -46 |

Legenda:

      Campione di Moldavia
      Qualificata alla Coppa UEFA
      Qualificata alla Coppa Intertoto
      Ammessa allo spareggio
      Retrocessa in Divizia A
Note:

Tre punti a vittoria, uno a pareggio, zero a sconfitta.

### Spareggio
Il Tiligul, arrivato penultimo, affrontò in una partita unica la seconda classificata della Divizia A, il FC Politehnica Chișinău. Perse l'incontro e venne retrocesso.
| 19 giugno 2002                                                     | Tiligul   | 1 – 2                | FC Politehnica Chișinău |  |
| \| \| \| \| \| Hromtov 81’ \| Marcatori \| 44’ Anghel 45’ Caras \| |           |                      |                         |  |
|                                                                    |           |                      |                         |  |
| Hromtov 81’                                                        | Marcatori | 44’ Anghel 45’ Caras |                         |  |

## Verdetti
- Campione: Sheriff Tiraspol, qualificato alla UEFA Champions League
- Qualificato alla Coppa UEFA: Zimbru Chișinău, Nistru Otaci
- Qualificato alla Coppa Intertoto: Constructorul-93 Cioburciu
- Retrocesse in Divizia "A": Happy End Camenca,  Tiligul